# Dendropaemon tenuitarsis
Dendropaemon tenuitarsis là một loài bọ cánh cứng trong họ Bọ hung (Scarabaeidae).